# 约瑟夫-尼古拉·德利尔
约瑟夫-尼古拉·德利尔（法語：Joseph-Nicolas Delisle，發音：[ʒozɛf nikɔla dəlil]；1688年4月4日—1768年9月11日）是一位法国天文学家、和製圖師。德利尔最出名的是德利尔温标，這是他於1732年發明的溫標。

## 生平
約瑟夫出生於巴黎，是克洛德·德利尔（Claude Delisle，1644-1720 年）的11個兒子之一。 和他的許多兄弟一樣，其中包括纪尧姆·德利尔，他最初學習古典文學。 然而不久，他在约瑟夫·利厄托和雅克·卡西尼的指導下轉向天文學。1714年进入法国科学院。第二年，他比阿拉戈早一個世紀就發現了阿拉戈光斑。 儘管他是一位優秀的科學家，而且出身於富裕家庭，但他並沒有太多錢。
1712年，他在盧森堡宮設立了一座天文台，三年後搬到了塔拉訥酒店 (Hotel de Taranne)。 1719年至1722年間，他受僱於皇家天文台，然後返回盧森堡宮天文台。 1724 年，他在倫敦會見了愛德蒙·哈雷，並討論了金星凌日等問題。
1718年进入法兰西公学院。
1725年，他的生活發生了根本性的改變，當時他被俄国沙皇彼得大帝召喚到聖彼得堡創建並管理天文學學校。 1726 年沙皇過世後，他才抵達那裡。他變得非常富有和出名，以至於當他於1747年返回巴黎時，他在克吕尼宮建造了一座新的天文台，後來因夏尔·梅西耶而聞名。 他還獲得了學院的天文學家稱號。 在俄羅斯，他繪製了维图斯·白令使用的已知北太平洋地圖。
他於1725年被選為皇家学会院士，並於1749年被選為瑞典皇家科学院外籍院士。1760年，他提議國際科學界協調1761年金星凌日的觀測，以確定地球與太陽的絕對距離。 他繪製了一張地圖，顯示了地球上哪些地方可以看到這種凌日現象，從而表明各個觀測站應該位於哪裡。 這些觀測工作的實際實施受到七年戰爭的阻礙。 1763 年，他退休到聖熱納維芙修道院，並於1768年在巴黎去世。